# 1989 au théâtre
| Années du théâtre : 1986 - 1987 - 1988 - 1989 - 1990 - 1991 - 1992    |
| Décennies du théâtre : 1950 - 1960 - 1970 - 1980 - 1990 - 2000 - 2010 |

Cet article présente les faits marquants de l'année 1989 au théâtre.

## Pièces de théâtre publiées
- Enzo Cormann, Sade, concert d'enfers, Les Éditions de Minuit, 1989. Les Palmes de monsieur Schutz de Jean-Noël Fenwick

1989

## Pièces de théâtre représentées
- Byron ou la Vie immorale d'un poète, de Grégory Herpe, au Théâtre du Ranelagh
- 26 avril : création (posthume) de « Elle » de Jean Genet à Parme (Italie)
- 6 octobre : La Traversée de l'hiver de Yasmina Reza, au Centre national de création d'Orléans
- Pominalnaïa molitva de Grigori Gorine, au théâtre du Lenkom
- Hernani de Victor Hugo, mise en scène de Jean-Luc Tardieu,  Espace 44 (Nantes) avec Jean Marais (Don Gomès), Jean-Michel Dupuis
- La Machine infernale de Jean Cocteau, mise en scène Jean Marais, Festival d’Anjou, Espace Pierre Cardin

## Festival d'Avignon

### Cour d'honneur duPalais des Papes
- x

## Récompenses
- 3e Nuit des Molières (Molières 1989)
- Prix Arletty : Brigitte Jaques-Wajeman pour Elvire Jouvet 40

## Décès
- Jeanne Laurent (°1902)
- 23 janvier : Jane Maguenat (°1900)
- 30 janvier : Suzet Maïs (°1908)
- 30 janvier : Catherine Anouilh (°1934)
- 12 février : Thomas Bernhard (°1931)
- 28 mars : Madeleine Ozeray (°1908)
- 29 mars : Bernard Blier (°1916)
- 7 avril : André Reybaz (°1922)
- 15 avril : Bernard-Marie Koltès (°1948)
- 4 juillet : Jean Valmy (°1901)
- 6 juillet : Jean Bouise (°1929)
- 10 juillet : Andrex (°1907)
- 11 juillet : Laurence Olivier (°1907)
- 22 décembre : Samuel Beckett (°1906)